# Valea Mlacii
Valea Mlacii – wieś w Rumunii, w okręgu Alba, w gminie Mogoș. W 2011 roku liczyła 49 mieszkańców.